# إليزابيث بلونت
 إليزابيث بلونت  (1500/1502 - 1539/1540) الشهيرة بـ «بيسي» (بالإنجليزية: Bessie)‏ عشيقة الملك هنري الثامن ملك إنجلترا.
والدها هو السير جون بلونت خادم العائلة المالكة، الذي رافق الملك هنري إلى فرنسا عام 1513، عندما شن حربًا ضد لويس الثاني عشر ملك فرنسا. عرفت إليزابيث بجمالها، وكانت من وصيفات الملكة كاثرين أراغون زوجة الملك هنري الثامن، حيث جذبت أنظار الملك وأصبحت عشيقته، بداية من عام 1514 أو 1515، ولمدة ثماني سنوات تقريبًا.
وفي 15 يونيو 1519، وضعت بلونت ابنًا غير شرعيًا للملك، سمي بـ هنري فيتزروي، والذي أصبح بعد ذلك دوق ريتشموند وسومرست وإيرل نوتنغهام. وكان الابن الوحيد غير الشرعي لهنري الثامن الذي اعترف به.
بعد ولادة الطفل، قطع هنري علاقته ببيسي، وبدأ علاقة غرامية مع ماري بولين. وفي عام 1522، تزوجت من جيلبرت تيلبويز، الذي توفي عام 1530.
وبعد وفاته، حاول ليونارد غراي فيكونت جران التودد إليها عام 1532، لكن دون جدوى. وبعد ذلك تزوجت إدوارد كلينتون إيرل لينكولن بين عامي 1533 و1535. وفي 23 يوليو 1536، توفي ابنها هنري فيتزروي، وربما من السل.
أنجبت إليزابيث هنري فيتزروي من علاقتها بهنري الثامن، وإليزابيث وجورج وروبرت من زوجها جيلبرت تيلبويز، وبريدجيت وكاثرين ومارغريت من زوجها إدوارد كلينتون.